# Чиль (комуна)
Комуна Чиль (швед. Kils kommun) — адміністративно-територіальна одиниця місцевого самоврядування, що розташована в лені Вермланд у центральній Швеції.
Чиль 213-а за величиною території комуна Швеції. Адміністративний центр комуни — місто Чиль.

## Населення
Населення становить 11 706 чоловік (станом на вересень 2012 року). 
| Кількість населення комуни Чиль за 1810-2010 роки | Кількість населення комуни Чиль за 1810-2010 роки | Кількість населення комуни Чиль за 1810-2010 роки | Кількість населення комуни Чиль за 1810-2010 роки | Кількість населення комуни Чиль за 1810-2010 роки |
| ------------------------------------------------- | ------------------------------------------------- | ------------------------------------------------- | ------------------------------------------------- | ------------------------------------------------- |
| Рік                                               |                                                   |                                                   | Населення                                         |                                                   |
| 1810                                              | 1810                                              |                                                   | 5 123                                             | 5 123                                             |
| 1850                                              | 1850                                              |                                                   | 8 296                                             | 8 296                                             |
| 1900                                              | 1900                                              |                                                   | 8 580                                             | 8 580                                             |
| 1950                                              | 1950                                              |                                                   | 7 575                                             | 7 575                                             |
| 1970                                              | 1970                                              |                                                   | 8 292                                             | 8 292                                             |
| 1980                                              | 1980                                              |                                                   | 11 171                                            | 11 171                                            |
| 1990                                              | 1990                                              |                                                   | 12 221                                            | 12 221                                            |
| 2000                                              | 2000                                              |                                                   | 11 912                                            | 11 912                                            |
| 2010                                              | 2010                                              |                                                   | 11 706                                            | 11 706                                            |
| Джерело: SCB                                      |                                                   |                                                   |                                                   |                                                   |

## Населені пункти
Комуні підпорядковано 3 міські поселення (tätort) та низка сільських, більші з яких:
- Чиль (Kil)
- Фагерос (Fagerås)
- Геґбуда (Högboda)

## Міста побратими
Комуна підтримує побратимські контакти з такими муніципалітетами:
- Комуна Трисіл, Норвегія
- Лайгела, Фінляндія
- Свіннінге, Данія
- Скуодас, Литва

## Галерея

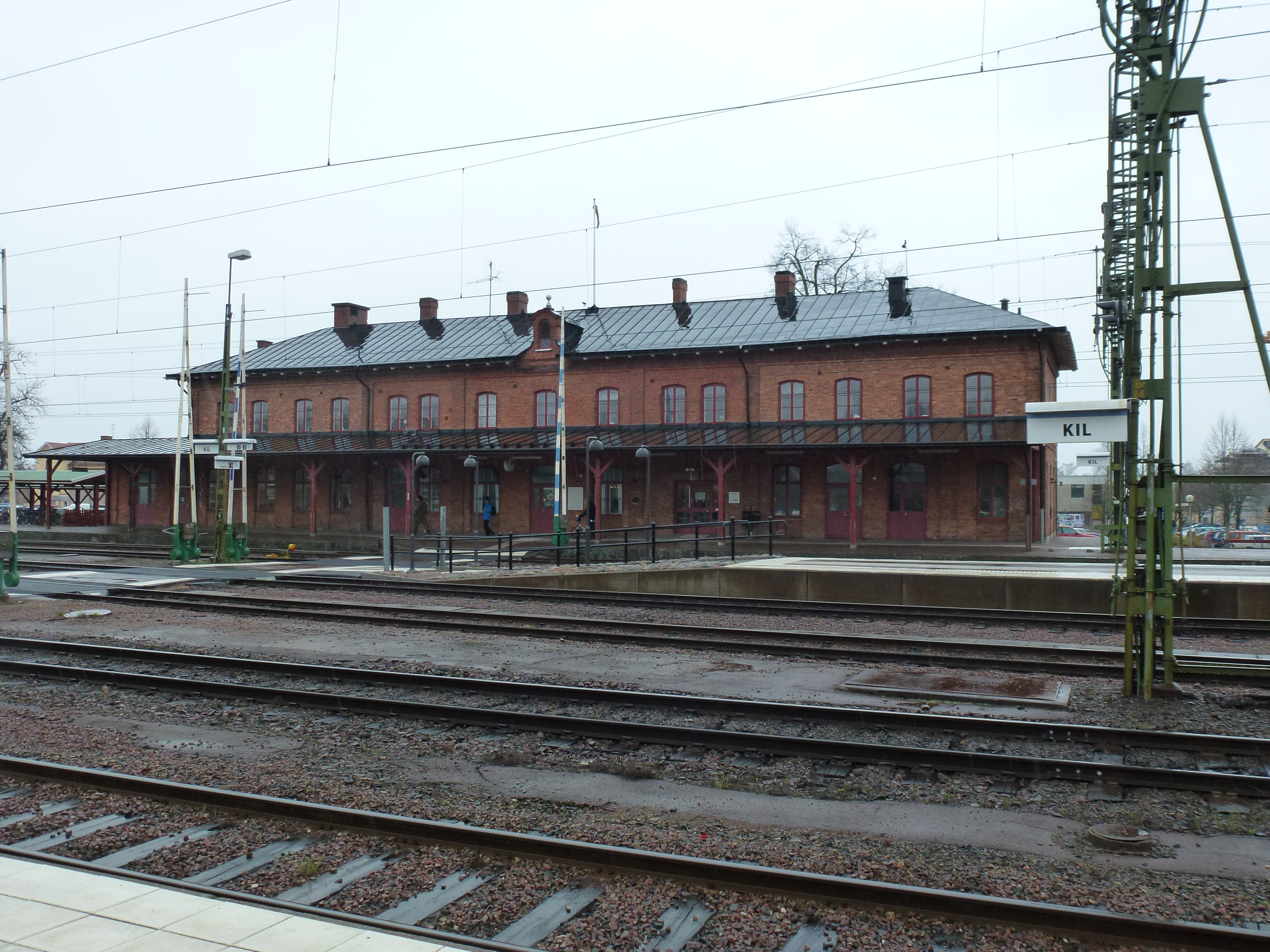
Залізнична станція (Чиль)
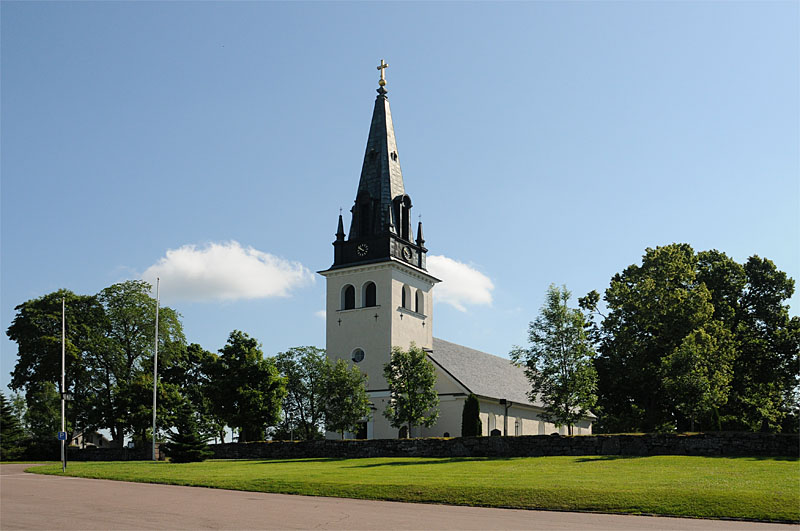
Церква (Чиль)
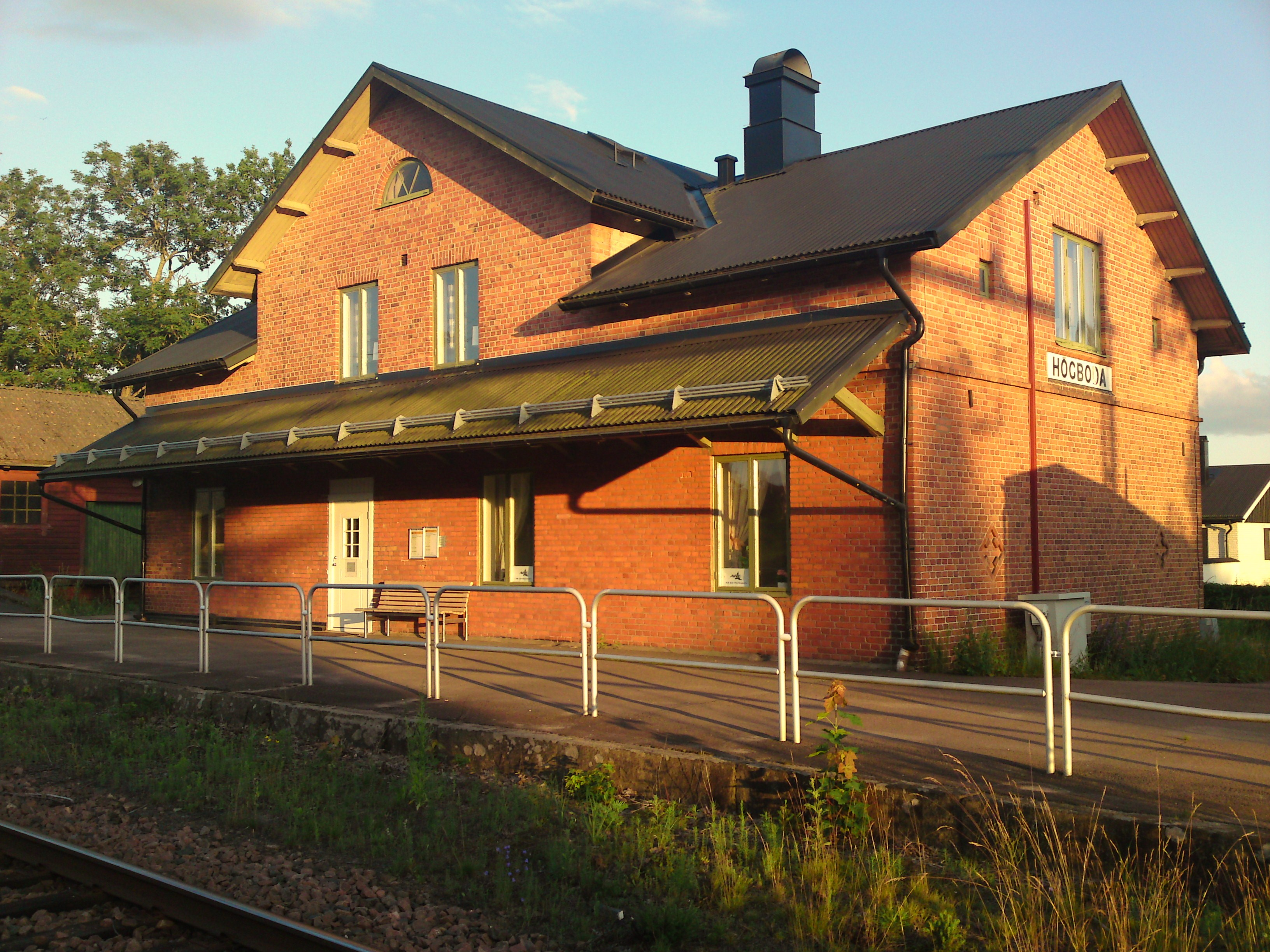
Залізнична станція (Геґбуда)
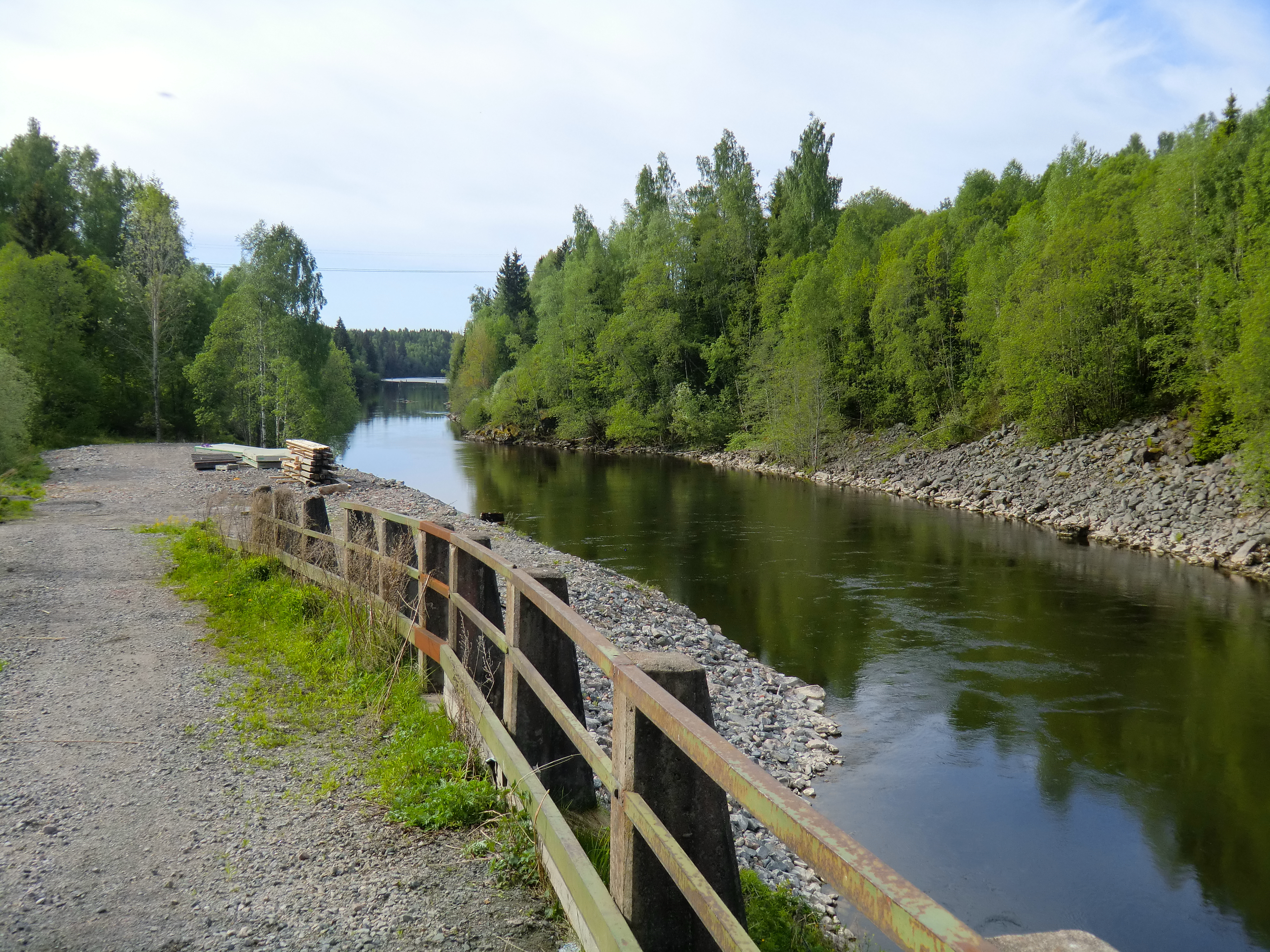
Річка Нурсельвен

## Виноски
1. ↑  https://www.svt.se/nyheter/lokalt/varmland/kils-kommunalrad-slutar-efter-tolv-ar
2. ↑  https://www.svt.se/nyheter/lokalt/varmland/fortsatt-styre-s-c-i-kil
3. ↑  https://www.svt.se/nyheter/lokalt/varmland/jan-wadell-har-avlidit
4. ↑  Folkmangd i riket, lan och kommuner (шв.) . Центральне бюро статистики Швеції. Архів оригіналу за 20 серпня 2013. Процитовано 8 лютого 2013.